# Michelle Scutt
Michelle Scutt (geb. Probert; * 17. Juni 1960 in Liverpool) ist eine ehemalige britische Leichtathletin, die sich auf den 400-Meter-Lauf spezialisiert hatte.
Scutt wurde jeweils viermal Walisische Meisterin im 100- und im 200-Meter-Lauf sowie zweimal über 400 Meter. Zudem siegte sie jeweils einmal bei den Britischen Meisterschaften im 400-Meter-Lauf sowie bei den Meisterschaften der Amateur Athletic Association über 200 und 400 Meter. Sie trat bei den Olympischen Spielen 1980 in Moskau gemeinsam mit Linsey Macdonald, Joslyn Hoyte-Smith und Donna Hartley in der 4-mal-400-Meter-Staffel an und gewann die Bronzemedaille hinter den Mannschaften aus der Sowjetunion und der DDR. Im 400-Meter-Lauf verpasste sie den Finaleinzug. Zwei Jahre später errang sie bei den Commonwealth Games 1982 in Brisbane für Wales startend die Silbermedaille über 400 Meter.
Bei ihrer zweiten Olympiateilnahme 1984 in Los Angeles belegte Scutt mit der Staffel den vierten Rang. Im 400-Meter-Lauf schied sie, genau wie ein Jahr zuvor bei den Leichtathletik-Weltmeisterschaften 1983 in Helsinki, erneut im Halbfinale aus.
Michelle Scutt ist 1,70 m groß, wog zu ihrer aktiven Zeit 56 kg und startete für die Sale Harriers Manchester.